# Église Saint-Denys de la Chapelle
De Église Saint-Denys de la Chapelle is een rooms-katholieke kerk in de Franse hoofdstad Parijs, gesitueerd aan de rue Marx-Dormoy in het 18e arrondissement. Het huidige gebouw werd voltooid in 1204, maar is een opvolger van meerdere andere kerken en tempels die op deze plek hebben gestaan. Jeanne d'Arc heeft hier nog de nacht doorgebracht, ter gelegenheid daarvan is er pal naast deze kerk in de twintigste eeuw de Basiliek van Jeanne d'Arc gebouwd.

## Geschiedenis
De rue Marx-Dormoy en de rue de la Chapelle die voor de kerk langslopen zijn een voortzetting van de Estrée, een weg uit de Gallo-Romeinse periode die vanaf het centrum van Lutetia naar de huidige plaats Saint-Denis en verder leidde. De Romeinen hadden op deze plek al een tempel gewijd aan Bacchus staan, na de kerstening werd deze zeer toepasselijk ingezet voor de eredienst voor een andere Dionysius. In 475 werd er op deze plek een kapel gebouwd door Genoveva van Parijs. De funderingen hiervan zijn gebruikt door de huidige kerk, die gebouwd is door Maurice de Sully. 
In de nabijheid van de eerste kerk lag een Gallisch heiligdom, de Lendit, waar ook het graf van Dennis van Parijs in eerste instantie was ondergebracht. Zijn relieken zijn later in deze kerk ondergebracht. Koning Dagobert heeft deze echter in 636 laten verplaatsen naar de enkele kilometers noordelijker gelegen Kathedraal van Saint-Denis, waar ze minstens tot de Franse Revolutie gelegen hebben. 
De kerk was een vermaard pelgrimsoord, en rond de kerk vormde zich een dorpje, dat bekend kwam te staan als La Chapelle. Het huidige quartier draagt nog immer deze naam. Na het vertrek van de relieken nam de populariteit van de kerk wat af, en werd deze door bezoekende Noormannen verwoest, doch in 1204 weer opgebouwd in een primitief-Gotische stijl, waarin nog wat romaanse trekken te ontwaren waren. De herbouw geschiedde in opdracht van de toenmalige bisschop van Parijs,  Maurice de Sully. Deze kerk werd in 1358 tijdens de Jacquerie in brand gestoken.
Jeanne d'Arc heeft er overnacht alvorens op 8 september 1429 een overigens mislukte aanval op Parijs te ondernemen. Diverse plaquettes en een beeld herinneren aan dit bezoek.
De omgeving van de kerk is in de 19e eeuw snel verstedelijkt. Sedert 1860 is met de laatste gebiedsuitbreiding van Haussmann dit deel van de stad binnen de Parijse muren gekomen.

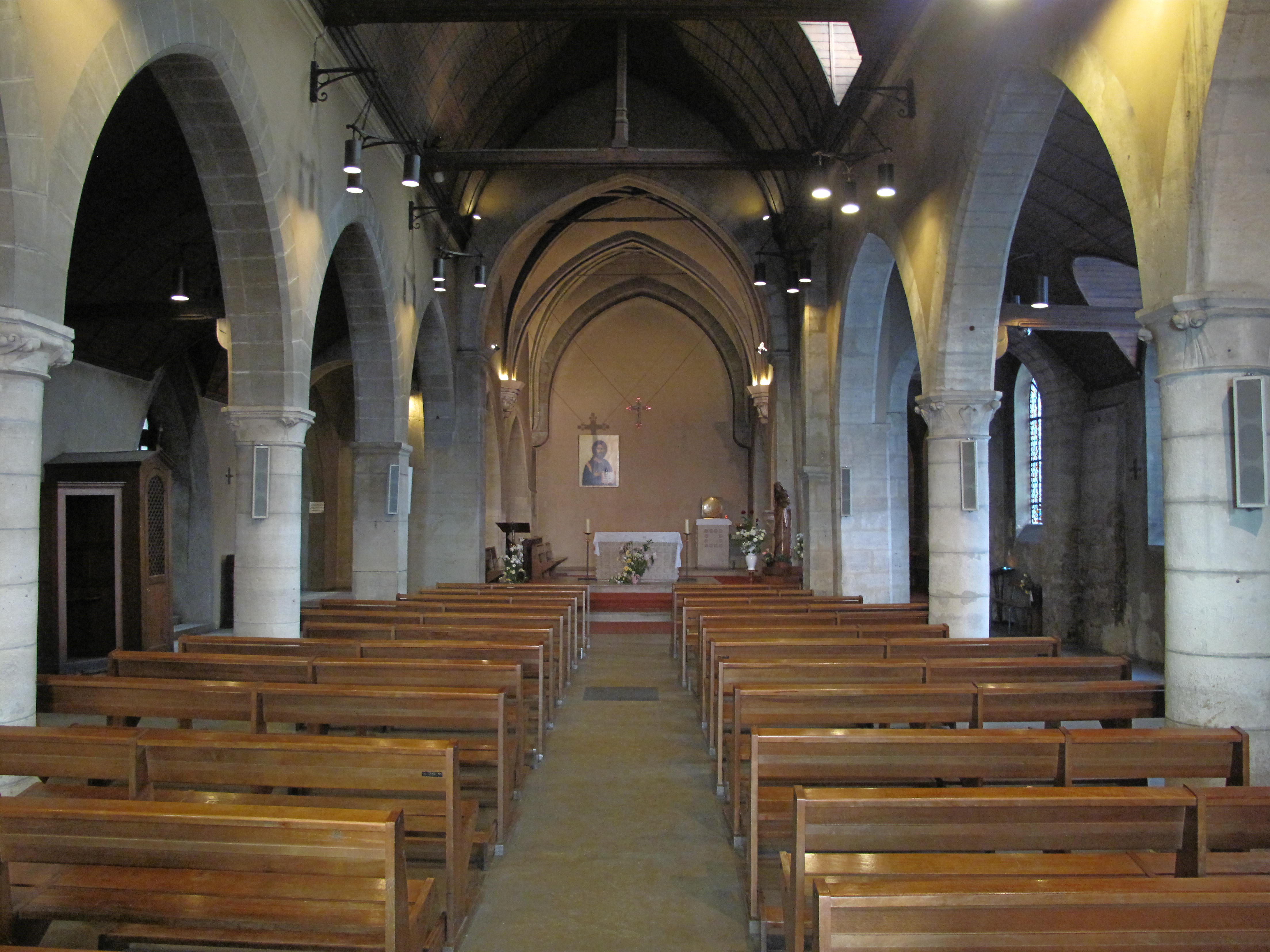
Interieur
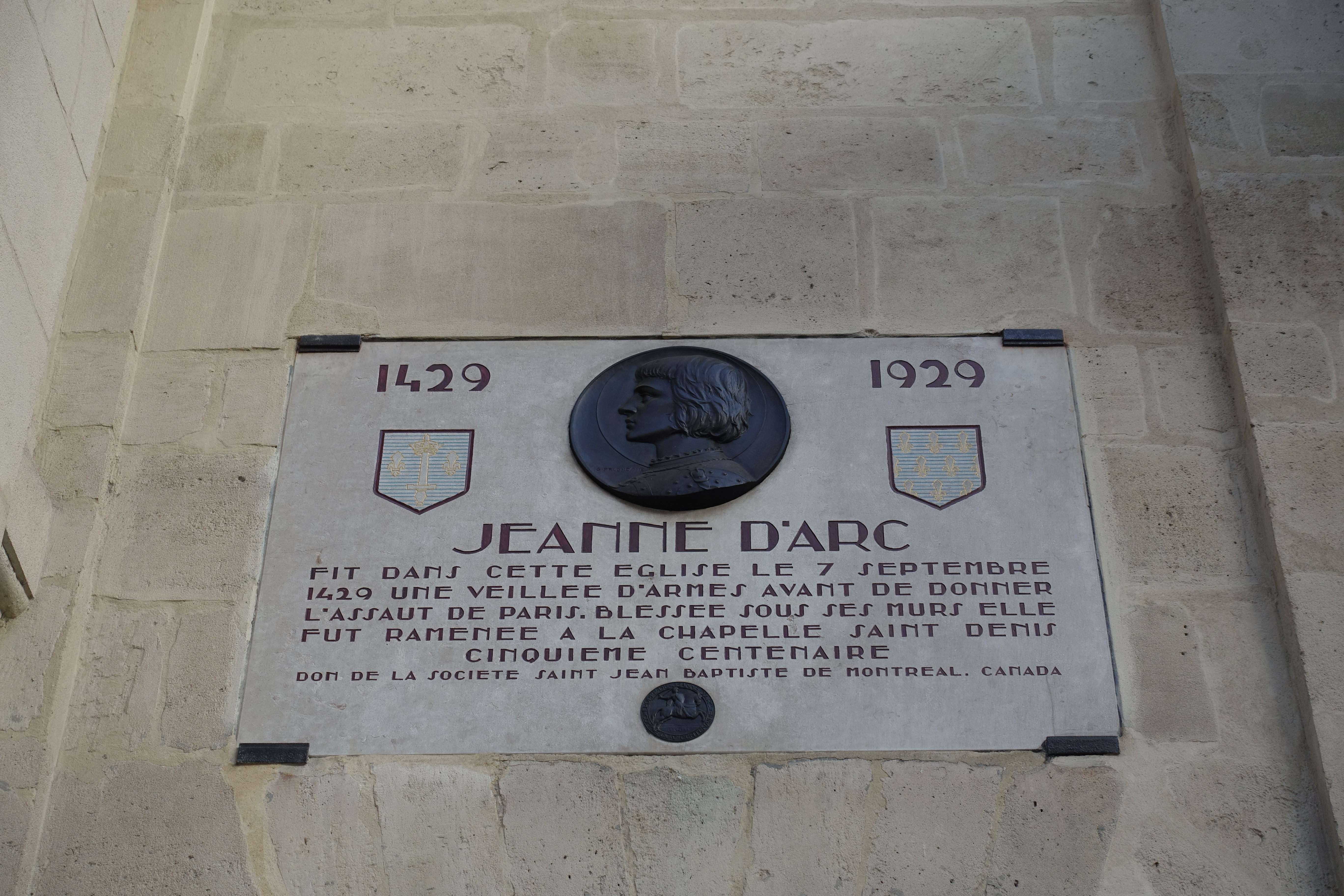
Plaquette voor Jeanne d'Arc

Sainte-Chapelle · Notre-Dame van Parijs · Notre-Dame-du-Perpétuel-Secours · Sacré-Cœur · Saint-Denys de la Chapelle · Saint-Étienne-du-Mont · Saint-Eustache · Saint-Germain-des-Prés · Saint-Germain-l'Auxerrois · Saint-Gervais-Saint-Protais · Saint-Julien-le-Pauvre · Saint-Martin-des-Champs · Saint-Merri · Saint-Pierre de Montmartre · Saint-Séverin · Saint-Sulpice · La Madeleine · Basiliek van Saint-Denis · Saint-Louis-des-Invalides · Saint-Louis-en-l'Île · Saint-Nicolas-des-Champs · Saint-Roch · Sainte-Trinité · Saint-Vincent-de-Paul · Val-de-Grâce